# Bditelny (1939)
El destructor Bditelny (en ruso: бдительный, lit. 'vigilante') fue uno de los destructores de la clase Gnevny (conocida oficialmente como Proyecto 7) construidos para la Armada Soviética a finales de la década de 1930. Completado en 1939, fue asignada a la Flota del Mar Negro. Después de que comenzara la invasión alemana de la Unión Soviética en 1941, el barco proporcionó apoyo de fuego naval durante el sitio de Odesa. Tuvo que someterse a frecuentes reparaciones debido a que encalló en 1941, razón por la cual no pudo apoyar a los defensores de Sebastopol hasta principios de 1942 cuando comenzó a transportar suministros y tropas allí. Mientras, también bombardeó posiciones alemanas fuera de la ciudad sitiada. Fue hundido durante un ataque aéreo alemán en julio cuando explotaron algunos de sus torpedos. Su pecio fue rescatado entre 1948 y 1952 y desguazado.   

## Diseño y desarrollo
Después de construir los destructores de la clase Leningrado, grandes y costosos de 40 nudos (74 km/h), la Armada soviética buscó la asistencia técnica de Italia para diseñar destructores más pequeños y más baratos. Obtuvieron la licencia de los planos de los destructores italianos de la clase Folgore y, al modificarlos para sus propósitos, sobrecargaron un diseño que ya era algo poco estable.
Los destructores de la clase Gnevny tenían una eslora total de 112,8 metros, una manga de 10,2 metros y un calado de 4,8 metros a toda carga. Los buques tenían un sobrepeso significativo, casi 200 toneladas más pesados de lo diseñado, desplazando 1612 toneladas con carga estándar y 2039 toneladas a toda carga. Su tripulación constaba de 197 oficiales y marineros en tiempo de paz y 236 en tiempo de guerra.
Los buques contaban con un par de turbinas de vapor con engranajes, cada una impulsaba una hélice, capaz de producir 48 000 ihp en el eje (36 000 kW) usando vapor de tres calderas de tubos de agua que estaba destinado a darles una velocidad máxima de 37 nudos (69 km/h). Los diseñadores habían sido conservadores al calificar las turbinas y muchos, pero no todos, los buques excedieron fácilmente su velocidad diseñada durante sus pruebas de mar. Las variaciones en la capacidad de fueloil significaron que el alcance de los destructores de la clase Gnevny variaba entre 1670 y 3145 millas náuticas (3093 a 5825 km; 1922 a 3619 millas) a 19 nudos (35,00 km/h).
Tal y como estaban construidos, los buques de la clase Gnevny montaban cuatro cañones B-13 de 130 mm en dos pares de monturas individuales superfuego a proa y popa de la superestructura. La defensa antiaérea corría a cargo de un par de cañones 34-K AA de 76,2 mm en monturas individuales y un par de cañones AA 21 K de 45 mm, así como dos ametralladoras AA DK o DShK de 12,7 mm. Así mismo, llevaban seis tubos lanzatorpedos de 533 mm en dos montajes triples giratorios; cada tubo estaba provisto de una recarga. Los barcos también podrían transportar un máximo de 60 o 95 minas y 25 cargas de profundidad. Estaban equipados con un juego de hidrófonos Marte para la guerra antisubmarina, aunque eran inútiles a velocidades superiores a tres nudos (5,6 km/h). Los buques estaban equipados con dos paravanes K-1 destinados a destruir minas y un par de lanzadores de cargas de profundidad.

## Historial de combate
El destructor Bditelny fue construido en el astillero n.° 200  (en ruso: Николаевский судостроительный завод, lit. 'Astillero Nikolaev') en la ciudad ucraniana de Nikolayev. Su construcción se inició el 23 de agosto de 1936 y fue botado el 29 de junio de 1937. El buque fue finalmente completado el 2 de octubre de 1939 y asignado a la Flota del Mar Negro, el 22 de octubre.
Cuando comenzó la invasión alemana de la Unión Soviética, el 22 de junio de 1941, el Bditelny fue asignado a la 2.ª División de Destructores y se estaba reacondicionando en Nikolayev. El reacondicionamiento se completó el 10 de julio momento en el que el barco partió hacia Sebastopol, pero tuvo que regresar para reparaciones. Lo mismo sucedió ocho días después. El 13 de agosto, mientras cubría la evacuación de los buques que aún estaban incompletos en el astillero de Nikolayev a Sebastopol, resultó dañado, cuando colisionó accidentalmente, con el carguero soviético SS Kaments-Podolsk. Una vez completadas las oportunas reparaciones, brindó apoyo con su artillería principal a los defensores de Odesa del 26 al 27 de agosto. El 24 de septiembre encalló, dañando su proa, las reparaciones se completaron el mes siguiente. A principios de noviembre, ayudó a evacuar a las tropas soviéticas aisladas en varias bolsas a lo largo de la costa del mar Negro hacia Sebastopol. El 9 de noviembre, encalló frente a la punta Tuzla, dañando sus hélices e inundando una de sus salas de calderas. El buque fue retirado y estuvo en reparación en Tuapse hasta mediados de febrero de 1942.
El 26 de febrero, el Bditelny, junto con su buque gemelo el Boyky y el destructor líder Járkov, bombardearon posiciones alemanas en Feodosia (Crimea), realizaron sesenta disparos de sus cañones principales. El buque llevó a cabo más misiones de apoyo con su artillería principal en la zona el 28 de febrero y el 3, 11 y 14 de marzo. Al mes siguiente, comenzó a transportar suministros y tropas hacia y desde la sitiada Sebastopol y a proporcionar apoyo de fuego pesado a las tropas soviéticas. Entre el 16 de abril y el 13 de junio, el Bditelny disparó 535 proyectiles con sus cañones principales. 
El 17 de abril, el barco rescató a 143 supervivientes del transporte hundido SS Svaneti. Al mes siguiente fue sometido a un breve reacondicionado. El 26 de junio, después de que el destructor líder Tashkent fuera dañado por un ataque aéreo alemán, el Bditelny fue uno de los barcos enviados para prestarle apoyo y remolcó al Tashkent a Novorosíisk para efectuar las reparaciones necesarias. El 2 de julio, durante un ataque aéreo en Novorossíisk realizado por el I Gruppe (Primer Grupo) del Kampfgeschwader 76 (Ala de Bombarderos n.º 76), las esquirlas de una bomba hicieron que los torpedos en su montura delantera detonasen, lo que provocó la explosión de sus cargadores de popa, hundiendo el barco. Entre 1948 y 1952, se rescató su pecio en pedazos y posteriormente fue desguazado.